# Utile idiota
L'espressione utile idiota, nel gergo politico, veniva usata per stigmatizzare l'atteggiamento di chi, all'interno dei paesi occidentali, simpatizzava per il sistema politico sovietico. Veniva anche usata per definire l'atteggiamento del governo sovietico nei loro confronti. L'espressione sottintende che i comunisti li tenevano in scarsa considerazione e sfruttavano la loro ingenuità: erano idioti e utili allo stesso tempo.
Il termine oggi è usato in senso più ampio per descrivere qualcuno che sembra essere manipolato senza accorgersene da un movimento politico, un gruppo terroristico o un potere economico, indipendentemente dal fatto che siano comunisti.

## Origini

### Lenin
L'espressione è una coniazione d'autore attribuita a Lenin, a volte nella forma "utili idioti dell'Occidente", per descrivere quei giornalisti e viaggiatori occidentali che sostenevano l'Unione Sovietica e le sue politiche in Occidente. Tuttavia, almeno negli USA, nessun riferimento a una persona di sinistra come "utile idiota" si manifestò prima del 1948, mentre l'espressione cominciò a essere commentata solo decenni dopo.
Nel 1948 la frase fu usata in un articolo del New York Times, citando un articolo del quotidiano L'Umanità, in relazione alla politica italiana. Fu poi menzionata ancora una volta nel 1961. Alcuni sostengono che l'espressione "utile idiota" non sia mai stata trovata nei documenti pubblicati di Lenin e che nessuno abbia mai sostenuto di averla sentita da Lenin. Nella primavera del 1987 Grant Harris, bibliotecario alla Biblioteca del Congresso, ha affermato "Non siamo stati in grado di identificare la frase utili idioti dell'Occidente tra le opere pubblicate di Lenin.".
In lingua italiana l'espressione è già presente nel Dizionario dei modi di dire della lingua italiana di Carlo Lapucci del 1990, anche se l'utilizzo è senza dubbio anteriore, risalente probabilmente agli anni '50 del XX secolo.

### Altri
Lo scrittore Edvard Radzinsky, nel suo libro Stalin, attribuisce l'espressione all'artista Jurij Pavlovič Annenkov. Quest'ultimo riferì di averlo visto in alcune carte lasciate da Lenin quando lavorava nell'istituto che portava il nome del leader sovietico prima di emigrare verso l'Ovest nel 1924. La riproduzione delle memorie di Annenkov fu pubblicata nel 1961.
Radzinsky credeva che la frase fosse parte del testamento originale di Lenin, che questi avrebbe deliberatamente nascosto e sostituito con un nuovo testo su richiesta della nuova Segreteria del Partito Comunista sovietico.
Già nell'antichità (come già si può vedere nel Codice di Hammurabi), fino a tempi recenti, "sordomuto" è stato usato come sinonimo di "idiota".

## Uso comune dell'espressione
Negli Stati Uniti il termine è usato a volte in senso peggiorativo, implicando che una persona è ignorante e dunque facilmente manipolata (resa 'utile') per favorire cause che sono contro gli stessi interessi della persona, o anche quello che considererebbe un bene maggiore, se fosse meglio educata.
Il termine è usato anche dagli anarchici e altri gruppi radicali per descrivere gruppi ed individui la cui ideologia è ritenuta essere troppo deferente verso un governo o un movimento politico autoritario.
A partire dagli attentati dell'11 settembre 2001, l'espressione "utile idiota" è stata impiegata anche da alcuni commentatori per descrivere individui che sono ritenuti troppo 'morbidi' contro l'Islamismo e il terrorismo. Per esempio Anthony Browne ha scritto nel giornale britannico The Times:
Ovvero: "Alcuni elementi dell'establishment britannico provavano simpatie verso Hitler. Oggi gli islamisti godono di un simile supporto. Negli Anni '30 lo erano Edoardo VIII, gli aristocratici e il Daily Mail; stavolta sono gli attivisti di sinistra, il Guardian e settori della BCC. Loro potrebbero non volere una teocrazia globale, ma sono come gli apologeti occidentali per l'Unione Sovietica - utili idioti".
Allo stesso modo, Bruce Thornton, professore di Lettere classiche all'Università statale della California di Fresno ha scritto: